# I'm Gonna Sit Right Down and Cry (Over You)/I'll Never Let You Go (Little Darlin')
I'm Gonna Sit Right Down and Cry (Over You)/I'll Never Let You Go (Little Darlin') è un singolo di Elvis Presley, pubblicato su 78 e 45 giri nel settembre 1956.

## Descrizione
Il brano sul lato A, I'm Gonna Sit Right Down and Cry (Over You), è una cover di un successo di Roy Hamilton, in cui Presley riprende il suo stile.
I'll Never Let You Go (Little Darlin'), è una lenta ballata d'amore con la chitarra di Scooty Moore in evidenza, mentre sul finale risalta il contrabbasso e lo stile diventa swings.
Entrambi i brani sono contenuti nell'album Elvis Presley, pubblicato nello stesso anno.
In Italia il disco fu pubblicato su 78 giri dalla RCA Italiana (A25V 0513) a ottobre 1956.

## Tracce
Lato A
1. I'm Gonna Sit Right Down and Cry (Over You) – 2:24 (Joe Thomas ed Howard Biggs)

Lato B
1. I'll Never Let You Go (Little Darlin') – 2:23 (Jimmy Wakely)

## Formazione
- Elvis Presley – voce solista, chitarra acustica ritmica
- Scotty Moore – chitarra elettrica solista
- Bill Black – basso
- D. J. Fontana - batteria